# جايسون هورتون
جايسون هورتون (بالإنجليزية: Jason Horton)‏ هو لاعب كرة قدم أمريكية ولاعب كرة قدم كندية أمريكي، ولد في 16 فبراير 1980 في أهوسكي في الولايات المتحدة.

## وصلات خارجية
- جايسون هورتون على موقع مرجع كرة القدم المحترفة.كوم (الإنجليزية)
- جايسون هورتون على موقع JustSportsStats.com (الإنجليزية)